# Véhicule Blindé Léger
Das Véhicule Blindé Léger (VBL, leichtes Panzerfahrzeug) ist ein leicht gepanzertes, amphibisches Militärfahrzeug, das hauptsächlich zur Erkundung schwierigen Geländes eingesetzt wird. Es wurde in den späten 1980er Jahren vom französischen Hersteller „Panhard & Levassor“ entwickelt, um der französischen Armee als Aufklärungsfahrzeug zu dienen.

## Ausstattung und Bewaffnung
Vom VBL existieren zwei Basisversionen: Zum einen das Aufklärungsfahrzeug mit zwei Mann Besatzung und einem 7,62-mm-Maschinengewehr, zum anderen das Panzerabwehrfahrzeug mit drei Mann Besatzung, 7,62-mm-MG und einem 12,7-mm-MG. Während eines amphibischen Einsatzes wird das VBL von einem Heckpropeller auf bis zu 4,5 km/h beschleunigt. An Land erreicht das Fahrzeug eine Höchstgeschwindigkeit von 95 km/h. Das VBL verfügt auch über ein ABC-Schutzsystem und passive Nachtsichttechnik.
Bis Ende 2004 hat Panhard über 2270 Fahrzeuge hergestellt, hauptsächlich für die französischen Streitkräfte, das VBL findet aber auch bei vielen anderen Armeen Verwendung. Mittlerweile existieren auch viele modifizierte Versionen des VBL, unter anderem mit Granatwerfer- oder Raketensystemen.
1989 wurde eine von der MaK-Krupp verbesserte Version des Véhicule Blindé Léger von der Bundeswehr angeschafft, um zusammen mit dem Experimentalfahrzeug Zobel Vergleichstests durchzuführen. Ziel dieser Erprobung war es, ein geeignetes Aufklärungsfahrzeug für die Truppe zu finden. Aus diesem Test ging das wesentlich größere und schwerere Spähfahrzeug Zobel als Sieger hervor.

### Versionen
- VBL Éclairage (Aufklärung): Ausstattung mit einem 7,62-mm-Maschinengewehr mit 3000 Schuss, Optische und Nachtsichtgeräte, ABC Spürsatz.
- VBL Milan: Ausstattung mit sechs Panzerabwehrraketen MILAN und einem 7,62-mm-Maschinengewehr.
- VBL Eryx: Ausstattung mit vier Panzerabwehrraketen Eryx und einem 7,62-mm-Maschinengewehr.
- VBL PC (Langer Radstand): Kommandofahrzeug mit einem 7,62-mm-Maschinengewehr mit 1400 Schuss, zwei VHF und einem HF/BLU Funkgeräten.
- VBL RECO 12.7: Ausstattung mit einem fernbedienbaren 12,7-mm-Browning-M2-Maschinengewehr mit 1200 Schuss oder 40-mm-Maschinengranatwerfer.[2]
- VBL TOW: Ausstattung mit sechs Panzerabwehrraketen BGM-71 TOW.[2]
- VBL MISTRAL: Ausstattung mit ALBI-Waffenturm mit sechs Flugabwehrraketen  Mistral.[2]
- VBL Mk 2: Mit verbessertem Motor und fernbedienbarer Waffenstation Protector M151.

## Nutzerstaaten
Daten aus
- Benin – 10
- Botswana – 37
- Dschibuti – 15
- Kamerun – 5
- Frankreich – 1620
- Gabun – 14
- Griechenland – 242
- Indonesien – 18
- Kamerun – 5
- Katar – 16
- Kuwait – 40
- Mexiko – 40
- Niger – Unbekannte Anzahl
- Nigeria – 72
- Oman – 132
- Portugal – 38
- Ruanda – 16
- Saudi-Arabien – 2
- Senegal – 9
- Serbien – Unbekannte Anzahl
- Togo – 2
- Vereinigte Arabische Emirate – 24